# Fools First

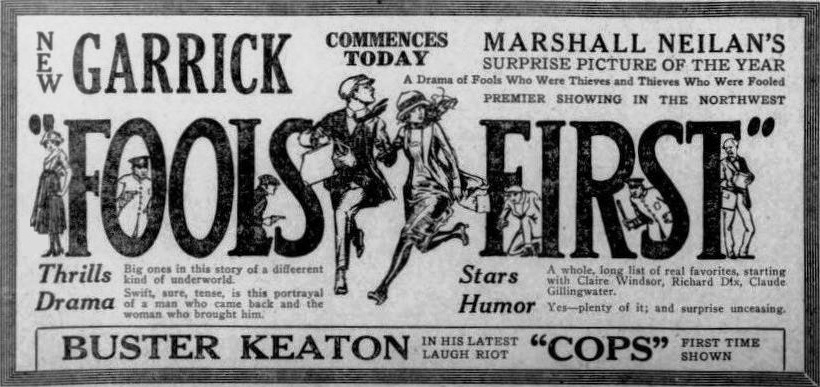
Publicité pour le film dans la presse de l'époque

Pour plus de détails, voir Fiche technique et Distribution.
Fools First est un film américain réalisé par Marshall Neilan et sorti en 1922.

## Fiche technique
- Réalisation : Marshall Neilan
- Scénario : d'après une histoire courte de Hugh MacNair Kahler[1].
- Photographie :  Karl Struss, David Kesson[2]
- Production : Marshall Neilan Productions
- Distribution : Associated First National Pictures
- Montage : Daniel J. Gray
- Durée : 60 minutes
- Date de sortie : 
  - États-Unis : 27 mai 1922

## Distribution

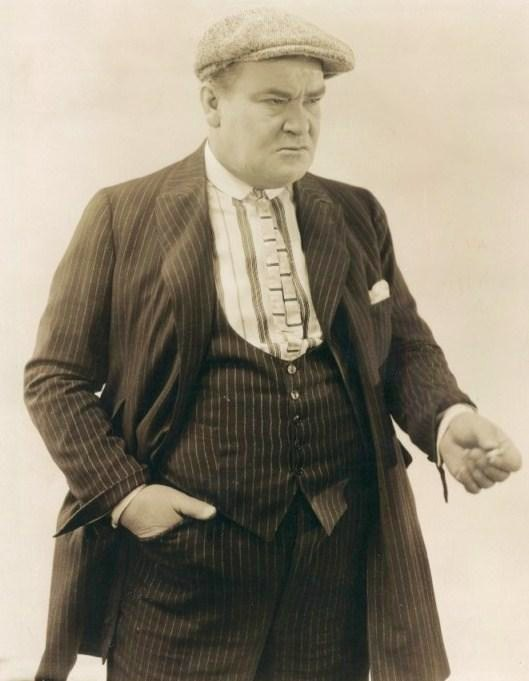
George Siegmann dans Fools First

- Richard Dix : Tommy Frazer
- Claire Windsor : Ann Whittaker
- Claude Gillingwater : Denton Drew
- Raymond Griffith : Tony
- George Siegmann : Spud Miller
- Helen Lynch : 'Blondie' Clark
- Shannon Day : 'Cutie' Williams
- George Dromgold : Skinny
- Leo White : Geffy
- Robert Brower as Butler